# 우리가 사랑하는 방법
《우리가 사랑하는 방법》은 매주 수요일 기비가 다음 웹툰에서 연재하는 웹툰이다.